# 字节序
端序（英語：Endianness），又稱字节顺序，又稱尾序，在计算机科学领域中，指電腦記憶體中或在数字通信链路中，组成多字节的字的字节的排列顺序。
在几乎所有的机器上，多字节对象都被存储为连续的字节序列。例如在C语言中，一个类型为int的变量x地址为0x100，那么其对应地址表达式&x的值为0x100。且x的四个字节将被存储在電腦記憶體的0x100, 0x101, 0x102, 0x103位置。
端序分为大端序（Big Endian）和小端序（Little Endian）两种。其中小端表示将低位字节数据存储在低地址的模式、大端表示将高位字节数据存储在低地址的模式。
例如假设上述变量x类型为int，位于地址0x100处，它的值为0x01234567，地址范围为0x100~0x103字节，其内部排列顺序依赖于机器的类型。大端法从首位开始将是：0x100: 0x01, 0x101: 0x23, 0x102: 0x45, 0x103: 0x67。而小端法将是：0x100: 0x67, 0x101: 0x45, 0x102: 0x23, 0x103: 0x01。

## 端（endian）的起源

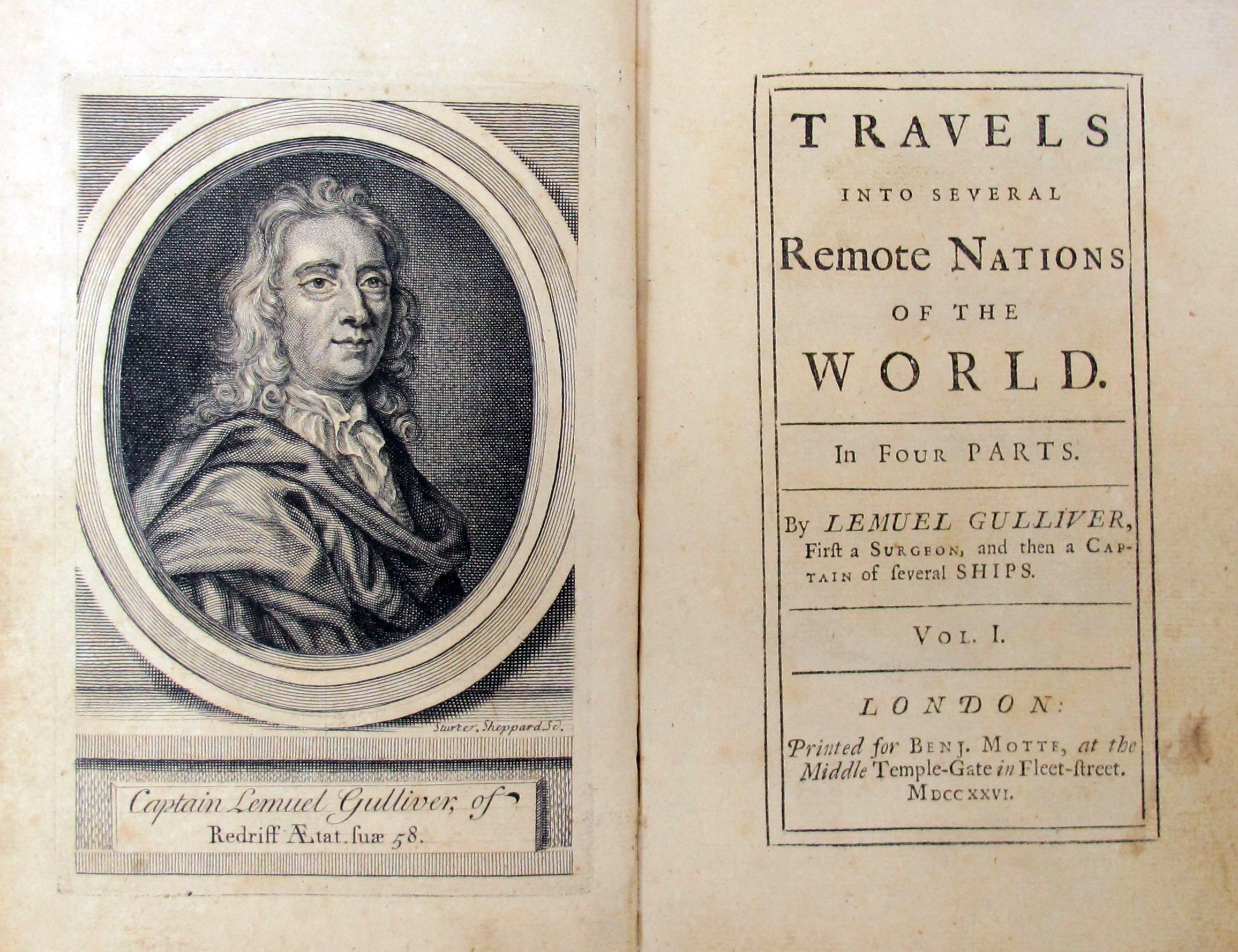
乔纳森·斯威夫特的《格列佛游记》，首次出版于1726年

“endian”一词来源于十八世紀愛爾蘭作家乔纳森·斯威夫特（Jonathan Swift）的小说《格列佛游记》（Gulliver's Travels）。小说中，小人国为水煮蛋该从大的一端（Big-End）剥开还是小的一端（Little-End）剥开而争论，争论的双方分别被称为“大端派（Big-Endians）”和“小端派（Little-Endians）”。以下是书中关于大小端之争历史的描述：
|                                           | 我下面要告诉你的是，Lilliput和Blefuscu这两大强国在过去36个月里一直在苦战。战争开始是由于以下的原因：我们大家都认为，吃鸡蛋前，原始的方法是打破鸡蛋较大的一端，可是当今皇帝的祖父小时候吃鸡蛋，一次按古法打鸡蛋时碰巧将一个手指弄破了。因此他的父亲，当时的皇帝，就下了一道敕令，命令全体臣民吃鸡蛋时打破鸡蛋较小的一端，违令者重罚。老百姓们对这项命令极其反感。历史告诉我们，由此曾经发生过6次叛乱，其中一个皇帝送了命，另一个丢了王位。这些叛乱大多都是由Blefuscu的国王大臣们煽动起来的。叛乱平息后，流亡的人总是逃到那个帝国去寻求避难。据估计，先后几次有11000人情愿受死也不肯去打破鸡蛋较小的一端。关于这一争端，曾出版过几百本大部著作，不过大端派的书一直是受禁的，法律也规定该派任何人不得做官。” |
| ——《格列夫游记》 第一卷第4章 蒋剑锋（译） | |

1980年，丹尼·科恩（Danny Cohen），一位网络协议的早期开发者，在其著名的论文"On Holy Wars and a Plea for Peace"中，为平息一场关于字节该以什么样的顺序传送的争论，而第一次引用了该词。

## 字节顺序
在哪种字节顺序更合适的问题上，人们表现得非常情绪化，实际上，就像鸡蛋的问题一样，没有技术上的原因来选择字节顺序规则，因此，争论沦为关于社会政治问题的争论，只要选择了一种规则并且始终如一地坚持，其实对于哪种字节排序的选择是任意的。
对于单一的字节（a byte），大部分处理器以相同的顺序处理位元，因此单字节的存放方法和传输方式一般相同。
对于多字节数据，如整数（32位机中一般占4字节），在不同的处理器的存放方式主要有两种，以内存中0x0A0B0C0D的存放方式为例，分别有以下几种方式：
注: 0x前缀代表十六进制。

### 大端序
大端序（英：big-endian）或稱大尾序。
- 数据以8位元为单位:

| 地址增长方向 → |      |      |      |      |     |
| ...            | 0x0A | 0x0B | 0x0C | 0x0D | ... |

示例中，最高位字节是0x0A 存储在最低的内存地址处。下一个字节0x0B存在后面的地址处。正类似于十六进制字节从左到右的阅读顺序。
- 数据以16位元为单位:

| 地址增长方向 → |        |        |     |
| ...            | 0x0A0B | 0x0C0D | ... |

最高的16位元单元0x0A0B存储在低位。

### 小端序
小端序（英：little-endian）或稱小尾序。
- 数据以8位元为单位:

| 地址增长方向 → |      |      |      |      |     |
| ...            | 0x0D | 0x0C | 0x0B | 0x0A | ... |

最低位字节是0x0D 存储在最低的内存地址处。后面字节依次存在后面的地址处。
- 数据以16位元为单位:

| 地址增长方向 → |        |        |     |
| ...            | 0x0C0D | 0x0A0B | ... |

最低的16位元单元0x0C0D存储在低位。
- 更改地址的增长方向:

当更改地址的增长方向，使之由右至左时，表格更具有可阅读性。但是需要注意可能產生位元組的位元依小端序排列的誤讀。
| ← 地址增长方向 |      |      |      |      |     |
| ...            | 0x0A | 0x0B | 0x0C | 0x0D | ... |

最低有效字節（LSB）是0x0D 存储在最低的内存地址处。后面字节依次存在后面的地址处。
| ← 地址增长方向 |        |        |     |
| ...            | 0x0A0B | 0x0C0D | ... |

最低的16位元单元0x0C0D存储在低位。

### 混合序
混合序（英：middle-endian）具有更复杂的顺序。以PDP-11为例，0x0A0B0C0D被存储为：
- 32位元在PDP-11的存储方式

| 地址增长方向 → |      |      |      |      |     |
| ...            | 0x0B | 0x0A | 0x0D | 0x0C | ... |

可以看作高16位元和低16位元以大端序存储，但16位元内部以小端存储。

## 处理器体系
- x86、MOS Technology 6502、Z80、VAX、PDP-11、RISC-V等处理器为小端序；
- Motorola 6800、Motorola 68000、PowerPC 970、System/370、SPARC（除V9外）等处理器为大端序；
- ARM、PowerPC（除PowerPC 970外）、DEC Alpha、SPARC V9、MIPS、PA-RISC及IA64的字节序是可配置的。

## 网络序
网络传输一般采用大端序，也被称之为网络字节序，或网络序。IP协议中定义大端序为网络字节序。
Berkeley套接字定义了一组转换函数，用于16和32位元整数在网络序和本机字节序之间的转换。htonl，htons用于本机序转换到网络序；ntohl，ntohs用于网络序转换到本机序。

## 位序
一般用于描述串行设备的传输顺序。网络协议中只有数据链路层的底端会涉及到。

### 小端序（先传低位）的串行协议
- RS-232
- RS-422
- RS-485
- USB
- 以太网（虽然高字节先传，但每一字节内低位先传）

### 大端序（先传高位）的串行协议
- I2C协议
- SPI协议
- 摩尔斯电码